# Iridopsis muscinaria
Iridopsis muscinaria är en fjärilsart som beskrevs av Pieter Cornelius Tobias Snellen 1874. Iridopsis muscinaria ingår i släktet Iridopsis och familjen mätare. Inga underarter finns listade i Catalogue of Life.